# Apache Kid

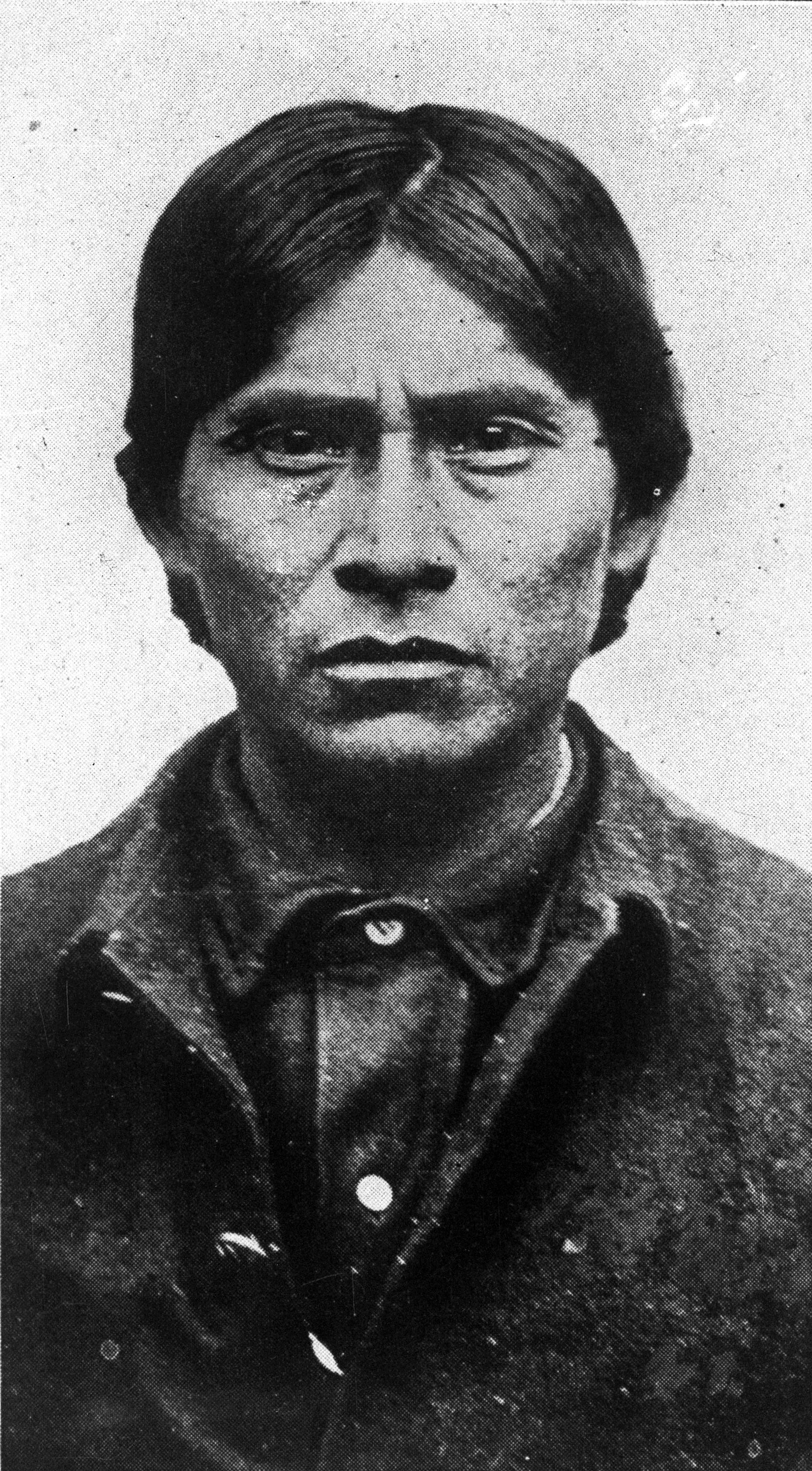
Apache Kid

Apache Kid diente als Scout in der US-Armee. Er war mit Massai und Al Sieber auf der Jagd nach Juh und Geronimo. In erster Linie war er ein hervorragender, konkurrenzloser und von Legenden umwobener Scout, der trotz zahlreicher Kriegszüge nicht gefangen werden konnte. Er wurde beschrieben als „ein kurzer, stämmiger Vollblut-Indianer, der drahtig und mutig, schnell wie der Blitz und so schlau wie ein Fuchs war“. Kid erhielt den zusätzlichen Titel „Apache“, nachdem er ein Abtrünniger wurde. Dieser Titel bot eine Möglichkeit, ihn als besonders berüchtigt und gefährlich zu bezeichnen.
Kid wurde in den 1860er Jahren, möglicherweise als ein White-Mountain-Apache, im Aravaipa Canyon geboren, ca. 25 Meilen (40 km) südlich der San Carlos Apache Reservation im Südosten Arizonas. Kids legitimer Apachenname blieb ein Geheimnis. Die Aufzeichnungen bei der US-Armee führen den bemerkenswerten Scout nur als „Kid“ ohne weitere Bezeichnung auf. Sayes, ein Mitglied von Kids Bande, behauptete, dass sein indianischer Name Shisininty war. Während Kids Prozess vor dem Kriegsgericht sagte ein Apachen-Scout aus, dass sein Name Hahouantell sei. Verschiedene Autoren haben andere Namen genannt, die Eskibinadel, Gonteee, Haskay-bay-nay-ntal, Ohyessonna, Oskabennantelz, Ski-be-nan-ted und Zenogolache umfassen.

## Familie
Die Namen seines Vaters (vermutlich Togo-de-Chuz) und der Mutter erscheinen nicht in der Volkszählung von San Carlos oder sind nicht genau belegt. Seine Familie ließ sich im Jahr 1868 in Globe, im Arizona-Gebiet nieder. Sein Name, Haskay-bay-nay-natyl („der große Mann, der bestimmt ist, zu einem geheimnisvollen Ende zu kommen“), war für die Bürger von Globe zu lang, und sie nannten ihn einfach „Kid“. Kid heiratete eine Tochter des Eskiminzin, möglicherweise war ihr Name „Nahthledeztelth“.
Kid lernte Englisch, arbeitete bei Gelegenheitsjobs in der Stadt und war bald mit dem berühmten Scout Al Sieber befreundet. Kid wurde Siebers Schützling; dadurch konnte sich Kid im Jahr 1881 bei den Indianer-Scouts bewerben. Er zeigte eine solche Eignung für den Job, den er als Sergeant machte, dass er schließlich innerhalb von zwei Jahren in den Rang eines Feldwebels aufstieg.

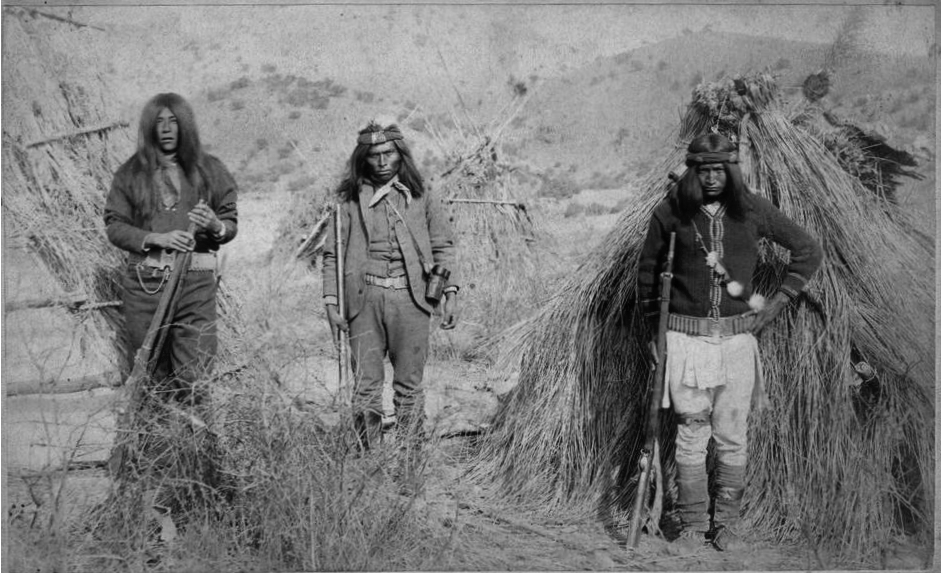
Massai (Links), Apache Kid (Mitte) und Rowdy (Rechts)

## Scout
Im Juni 1882 war er bei der US-Armee als First Sergeant und Scout in der A Company eingetragen. Körperlich robust, besaß Kid große Ausdauer und war ein charismatischer Führer, der die „Verehrung“ anderer Späher/Scouts unter seinem Kommando gewann. Im Kampf beim Big Dry Wash am Mogollon Rim nordwestlich von Fort Apache gewann Kid das Vertrauen des Leutnants Thomas Cruse und Al Sieber, dem Chief of Scouts (Leiter der Pfadfinder). Im Jahr 1883 diente Kid unter General George Crook bei der Jagd nach dem abtrünnigen Chiricahua-Apachen „Juh“ in der Sierra Madre.
Mit der Geronimo-Kampagne (1885–1886) kam Kid Anfang 1885 mit Sieber erneut nach Mexiko. Als der Chief of Scouts im Herbst zurückgerufen wurde, ritt Kid mit ihm nach San Carlos zurück. Er wurde wieder durch Lt. Crawford’s Aufruf nach hundert Spähern für den mexikanischen Kampf eingezogen und ging Ende 1885 nach Süden. In der mexikanischen Stadt Huasabas am Fluss Bavispe verlor Kid bei einem Aufruhr fast sein Leben, weil er als betrunkener Teilnehmer dabei war. Kid sollte dafür von einem mexikanischen Exekutionskommando erschossen werden, stattdessen verhängte aber der Ortsvorsteher zwanzig Dollar Strafe gegen ihn und die Armee schickte ihn nach San Carlos zurück.
Im Jahr 1886 begleitete Kid Kapitän Emmet Crawford in Mexiko zu der Verfolgung von Geronimo. Für Kid begann am 11. April 1887 die achte und letzte Verpflichtung bei den Scouts.
Kid diente als Scout von Juni 1882 an bis zum 11. Januar 1888. Wegen Meuterei und Desertion wurde er unehrenhaft entlassen. Bis 1887 betrug Kids aktive Dienstzeit nur zwei Jahre und sieben Monate. Innerhalb dieses Zeitraums waren Unterbrechungen von zusammen einem Jahr und elf Monaten. Trotz der Arbeit als Scout für die Armee war Kid nie vollständig assimiliert worden. Kid liebte es, seine Existenz zwischen dem Militärdienst und seinem Apachen-Lebensstil hin und her zu verschieben.
Der Verlauf der katastrophalen Ereignisse entfaltete sich, ebenso wie für viele andere Apachen, mit dem Brauen von Tiswin. Ein Getränk, das aus vergorenen Früchten oder Mais hergestellt wird. Das Brauen von Tiswin war im Reservat illegal, aber die Agenten, Kapitän Pierce und Al Sieber waren auf Patrouille. Die Zeit schien günstig für einen Tiswin-Abend zu sein. Kid war von den Scouts zurückgelassen worden und für das Gefängnis verantwortlich. Kid verließ jedoch ohne Erlaubnis das Reservat und die Probleme begannen. Bevor er und die Scouts in das Lager kommen konnten, wo der Tiswin frei strömte, waren zwei Männer tot.
Einer der Toten war Apache Kids Vater, Togo-de-Chuz, der Andere war Gon-Zizzie, der Mann, der ihn getötet hatte. Freunde von Kid hatten schon Gon-Zizzie getötet, aber Kids Rachedurst war noch nicht gestillt. Er und seine Scouts gingen zum Platz von Gon-Zizzies Bruder, und Kid tötete anschließend „Rip“. Kid und seine Scouts kehrten zum Lager seines Vaters zurück, wo sie sich mit den anderen dem Tiswin-trinken hingaben. Das Besäufnis dauerte mehrere Tage und schließlich, vielleicht mit Reue gefüllt und mit Sicherheit verkatert, fanden die Scouts den Weg nach San Carlos zurück.
Kid und seine Späher kamen am 1. Juni 1887 nach San Carlos und stellten fest, dass weder Sieber noch Pierce in der Stimmung waren, sie großzügig zu behandeln. Eine Gruppe Indianer, einige davon waren bewaffnet, versammelten sich, um der Bestrafung beizuwohnen. Als Kapitän Pierce befahl, die Späher zu entwaffnen, war Kid der Erste, der seine Waffe abgab. Die Feuerwaffen der Scouts wurden auf einen Tisch in der Nähe von Siebers Zelt gelegt und Pierce bestellte Kid und die anderen zum Wachhaus. Hier sollten sie eingesperrt werden, bis weitere Maßnahmen beschlossen werden konnten. Sie waren im Begriff, dies zu tun, als ein Schuss aus der Menge heraus abgefeuert wurde, und kurz darauf wurde noch viel mehr geschossen.

## Flucht
Im folgenden Nahkampf konnte der entwaffnete Kid fliehen. Siebers Zelt wurde von Kugeln zerfetzt, und eine massive Kugel mit einem Kaliber von 0,45-70 zertrümmerte Siebers linken Knöchel. Er blieb lebenslang auf diesem Bein gelähmt. Weder Kid noch die vier anderen Scouts konnten mit dem Schießen begonnen haben, da sie zu diesem Zeitpunkt vor dem Wachhaus waren. Stattdessen liefen sie in Deckung, erreichten die Pferde und flohen mit einem Dutzend anderen Apachen in die Wildnis. Die Armee reagierte schnell, und bald waren zwei Trupps der 4. Kavallerie unterwegs, um nach den Flüchtigen am Ufer des San-Carlos-Flusses zu suchen.
Telegramme wurden von San Carlos nach San Francisco zum Hauptsitz der Division und nach Washington, D.C. geschickt.
Die örtlichen Zeitungen in Arizona und New Mexico bekamen Wind von der Sache, waren schnell und brachten die Geschichte heraus. Die Armee begann die Hitze des zornigen Editorials zu fühlen. Zwei Wochen lang führten die Apachen die Kavallerie auf ihrer Jagd in die Irre, bis ihnen durch Indianer-Scouts geholfen wurde. Kid und seine Bande waren hoch oben in den Rincon Mountains versteckt. Die Soldaten überraschten die Indianer und behielten ihre Pferde, Sättel und Ausrüstungen. Kid und seine Anhänger entkamen in den felsigen Schluchten, aber die Aussicht, ohne Pferde zu überleben, war schlecht, während der Druck aus der Armee sich täglich erhöhte.

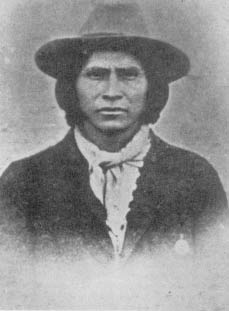
Apache Kid als Gefangener in Globe

Nach einigen Verhandlungen bekam Kid eine Nachricht von General Miles, die besagte, dass sich die Kavallerie zurückziehen würde, damit sich er und seine Bande ergeben könnte. Miles sah von einer weiteren Verfolgung ab. Am 22. Juni ergaben sich acht von Kids Bande. Kid und sieben weitere Apachen kapitulierten am 25. Juni 1887. Miles beschloss, Kid und vier weitere durch ein Kriegsgericht verurteilen zu lassen, obwohl sie aller Wahrscheinlichkeit nach nicht schuldig waren. Eine Studie wurde abgeschlossen und niemand war überrascht, dass die Männer der Meuterei und Desertation für schuldig befunden wurden. Alle wurden zum Tode durch ein Erschießungskommando verurteilt. Nur Miles war über dieses Urteil verärgert und ordnete an, dass das Gericht sein Urteil überdenken solle. Das Gericht wurde nochmals am 3. August einberufen und die Verurteilten wurden nun zu lebenslanger Haft verurteilt. Miles war aber immer noch nicht zufrieden und setzte sich dafür ein, dass die Strafe auf zehn Jahre reduziert wurde. Die Strafe begann für die Männer im San Carlos Wachhaus, bis die Armee entschieden hatte, wohin sie gebracht werden sollten. Endlich am 23. Januar 1888 beschloss die Armee, die Gefangenen, statt ins Militärgefängnis von Fort Leaven, nach Alcatraz Island in Kalifornien zu überführen. Unter schwerer Bewachung auf Alcatraz angekommen, begann für die fünf eine Haft, die nur von kurzer Dauer sein sollte.

## Freilassung
Bei der Überprüfung war der Richter im Generalanwaltsbüro zu der Überzeugung gelangt, dass Vorurteile unter den Offizieren des Kriegsgerichts bestanden, so dass ein faires Verfahren ausgeschlossen wurde. Am 13. Oktober 1888 ermächtigte der Kriegsminister William C. Endicott den fünf Gefangenen die Vergebung der restlichen Strafe und im November waren sie wieder in San Carlos zurück. Inzwischen war die indianische Rechtsvereinigung besorgt darüber, dass die Inhaftierung von Apachen als Bundesinsassen in den staatlichen Gefängnissen nicht rechtens war, und klagte im Namen von zwei inhaftierten Apachen. Das Gericht stimmte nicht nur der Freilassung der beiden in der Klage genannten, sondern auf die Freilassung aller Apachen, die als Bundesgefangene in Illinois und Ohio saßen. Elf Mörder waren so nach San Carlos als freie Männer zurückgeführt worden, und die Empörung im Südwesten war unermesslich groß.

## Erneute Verhaftung
Bis Mitte Oktober 1889 hatte der Sheriff von Gila County, Glenn Reynolds, Haftbefehle für die meisten der befreiten Apachen, inklusive Apache Kid. Die Anklage von Kid und drei weiteren, wegen Mordes, Körperverletzung und der Verwundung von Al Sieber, wurde für den 25. Oktober 1889 festgelegt. Im Urteilsspruch vom 30. Oktober wurden die Vier für schuldig befunden und zu jeweils sieben Jahren Yuma-Gefängnis verurteilt. Zusammen mit fünf anderen Gefangenen begann am 1. November die Überführung mit einer Postkutsche zur Einkerkerung in ein Gefängnis, das berüchtigt war für seine brutalen Lebensbedingungen. Das Gefängnis wurde treffend als „Höllen-Loch“ genannt.
Die Überführung war eine zweitägige Etappe, die von Globe nach Casa Grande und von dort mit der Bahn nach Yuma führte. Sheriff Reynolds wählte einen Stellvertreter, W. A. „Hunkeydory“ Holmes als Wache und Gene Middleton, den Eigentümer der Postkutsche, als Fahrer. Alle drei waren bewaffnet. Kid und Hos-cal-te, als die Gefährlichsten, waren an beiden Handgelenken und Knöcheln gefesselt, die anderen Apachen wurden zu zweit gefesselt, jeder Mann hatte eine freie Hand. Nur der mexikanische Pferdedieb Jesus Avott war ungefesselt.
Am zweiten Tag, nach einer Nacht am Ufer, musste Middleton einen steilen Aufstieg zum Kelvin-Grad machen, allen Gefangenen außer Kid und Hos-cal-te wurden die Fesseln zum Laufen gelöst. Als Middleton die Kuppe erreichte und aus dem Blickfeld verschwand, überwältigten die Gefangenen Reynolds und Holmes. Holmes starb vor Schreck, Reynolds wurde mit Holmes’ Gewehr getötet. Middleton wurde ebenfalls mit Holmes’ Gewehr angeschossen und dabei schwer verwundet, aber er überlebte. Die Gefangenen entriegelten ihre Fesseln mit Schlüsseln, die sie von den Leichen Holmes’ und Reynolds’ genommen hatten, und verschwanden in einem beginnenden Schneesturm. Jesus Avott schnitt ein Pferd los und ritt mit den düsteren Nachrichten in die Nähe nach Florencez.
Durch den seltsamen Gang der Ereignisse war Apache Kid nun nicht mehr ein bewunderter und geehrter Scout, sondern ein Flüchtling mit einem auf ihn ausgesetzten Kopfgeld von letztendlich 15.000 Dollar. Es wurde allgemein angenommen, dass Kid das San-Simon-Tal in Arizona und den Skeleton Canyon in New Mexico für seinen Weg nach Old Mexico verwendete. In den 1920er und 1930er Jahren wurden Gerüchte entlang der Grenze in Umlauf gebracht, dass Kid gesehen wurde, wie Männer mit ihm gesprochen hätten. Er sei bei einer Ranch in Sonora noch am Leben gewesen.

## Sage
Die Sage von Apache Kid wuchs im Laufe der Jahre. Wahrscheinlich hatte keine andere Figur in Arizonas Geschichte solche wilden Spekulationen darüber angehäuft, wie und wer er wirklich war und was er vertrat. Als Folge seiner kühnen Angriffe auf San Carlos entstand ein Bild von einem faszinierenden, überlebensgroßen Apachen-Streiter, als der „Abtrünnige der Abtrünnigen“. Geronimo war eine Person, die gejagt, gefangen genommen und in ein Gefängnis nach Florida verbannt wurde. Nicht so bei Apache Kid: Er blieb unbesiegt und auf freiem Fuß. Er wurde zu einem kulturellen Symbol, ein indigenes Symbol einer Verschiebung der historischen Wirklichkeit. In einer Zeit, die den katastrophalen Angriff des Auf- und Niedergang der Apachen-Kultur erlebte, wurde Kid eine Legende Arizonas, ein heroisches Symbol des Apachen-Widerstands; furchtlos, frei, allgegenwärtig, unbesiegt.

## Legendenbildung
Legenden über Kid entstanden schnell. Im Oktober 1890 versuchte Captain John Bullis, ihn ins Gefängnis zu stecken. Bullis beschwerte sich, dass Kid und andere Abtrünnige San Carlos gestürmt und mehrere Männer und Frauen getötet hätten. Im Jahr 1893 gab Kapitän Lewis Johnson an, dass Kid, begleitet von zwei Chiricahua-Apachen aus Sonora, mehrere Einbrüche im Reservat gemacht habe, von denen vielleicht einer der berühmte Krieger Massai gewesen sei. Trotz einer 5000 Dollar hohen Belohnung der Gebietsregierung scheiterten die Behörden immer, Kid zu ergreifen. Von 1889 bis 1896 brachten die New York Times und Arizona-Zeitungen sensationelle Geschichten, die seine Taten beschrieben, die zu der Legende des Apache Kid beitrugen. Die Los Angeles Times berichtete im Mai 1896 in ihrem letzten Artikel über „The Kid“, dass eine Bande von abtrünnigen Apachen unter seiner Führung bei einem Überfall die mexikanische Grenze überschritten habe. Wieder einmal entzogen sich Kid und seine Bande den Verfolgern. Kid wurde als Apache der Herausforderer der weißen Autorität, er wurde jedoch nie gefangen.

## Rezeption
Was Kid passiert ist und wie er starb, bleibt ein Rätsel. Im Jahre 1899 berichtet Oberst Emilio Kosterlitsky, Kommandeur der mexikanischen Rurales in Sonora, dass Apache Kid noch eine „kleine, gut erzogene Bande von Apachen“ in der Sierra Madre leitete. Ross Santee, ein Cowboy, Künstler und Autor, spekulierte, dass Kid mit den Pancho-Villa-Truppen im Jahre 1915 unterwegs war. Im Jahre 1924 ritt eine Bande von Apachen aus der Sierra Madre über die Grenze zu einer Razzia gegen den Pferdediebstahl. Leutnant John H. Healy von der zehnten Kavallerie fragte Joe Adley, einer seiner Späher und Kids Neffe. Adley antwortete: „Apache Kid, der ist in Mexiko am Leben.“ Es gab nach 1935 Berichte, die behaupteten, dass Kid Freunde in San Carlos besucht habe.

## Apache Kid Peak
Hoch in den San Mateo Mountains des Cibola National Forest in New Mexico liegt der Apache Kid Peak. Luftlinie ca. eine Meile entfernt nordwestlich vom Cyclone Saddle liegt das Grab von Apache Kid. Der Wanderer, der über die markierte Stelle an einer so abgelegenen Gegend kommt, kann sich fragen, wer Kid war, und vielleicht fragt er sich selbst, warum so weit von den üblichen Touristenattraktionen eine aufwendige Gedenkstätte errichtet worden ist.

## Verfilmungen
- The Apache Kid (1941) bei IMDb, mit  Don Barry als Apache Kid - Darsteller
- The Apache Kid’s Escape (1930) bei IMDb, mit Jack Perrin als Apache Kid - Darsteller